# سان خوان ديل أولمو
بلدية سان خوان ديل أولمو (بالإسبانية: San Juan del Olmo) هي بلدية تقع في مقاطعة آبلة التابعة لمنطقة قشتالة وليون وسط إسبانيا.

## الديموغرافيا
بلغ عدد سكان بلدية سان خوان ديل أولمو 120 نسمة عام 2011 (وفقاً للمعهد الوطني للإحصاء الإسباني).
| 194 | 176 | 168 | 147 | 137 | 123 | 120 |